# 트립 투 스페인
《트립 투 스페인》(영어: The Trip to Spain)은 영국에서 제작된 마이클 윈터보텀 감독의 2017년 코미디 영화이다. 스티브 쿠건, 롭 브라이던 등이 출연하였고, 조시 하이엄스 등이 제작에 참여하였다. 2017년 8월 11일 개봉하였다.

## 출연
- 스티브 쿠건
- 롭 브라이던
- 클레어 킬런
- 마르타 바리오
- 카일 솔러
- 마고 스틸리
- 케리 셰일

## 기타 제작진
- 미술: 대니얼 드레이퍼
- 음향 편집: 요아킴 순스트룀